# Танасічук-Гажиєва Наталія Володимирівна
Ната́лія Володи́мирівна Танасічу́к-Гажи́єва — доктор медичних наук, професор, радіолог.

## Життєпис
Напрями наукових досліджень: онкологія; променева діагностика та променева терапія; патологічна анатомія, зокрема комплексна променева діагностика (комп'ютерна томографія радіонуклідна, ультразвукова діагностика) в гепатології, дитячій нефрології, гастроентерології, онкології.
Професор кафедри радіології Донецького національного медичного університету ім. М. Горького. Згодом — професор кафедри радіології та радіаційної медицини, Національний медичний університет імені О. О. Богомольця.
Лікар-радіолог вищої категорії, неодноразово проходила стажування в Україні та за кордоном.
Читає лекції і проводить практичні заняття з радіології — англійською мовою — студентам міжнародного медичного і стоматологічного факультетів.
Є авторкою 194 публікацій та 4 патентів на винаходи.
Під її керівництвом захищено 1 кандидатську дисертацію.
Серед робіт: «Роль магнітно-резонансної томографії та ехокардіографії в діагностиці ремоделювання лівого шлуночка серця при хронічних формах ішемічної хвороби серця», співавтори Бабкіна Тетяна Михайлівна, Танасічук Володимир Сергійович, C. O. Шпак, 2018.